# Atimpoku

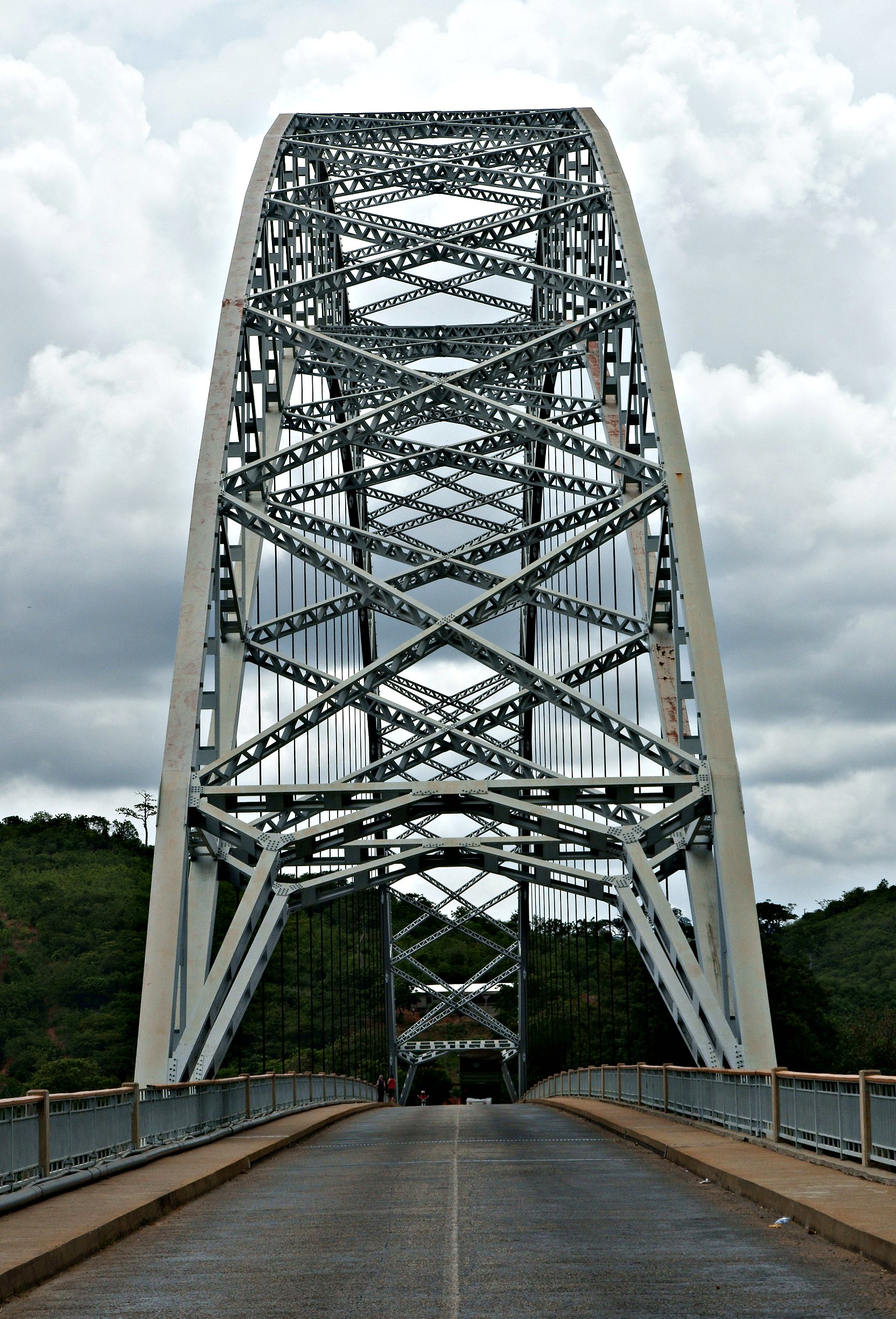
Adomibron över Voltafloden, vid Atimpoku.

Atimpoku är en ort i sydöstra Ghana, belägen vid Voltafloden. Den är huvudort för distriktet Asuogyaman, och folkmängden uppgick till 7 631 invånare vid folkräkningen 2010.